# ورد الشاي

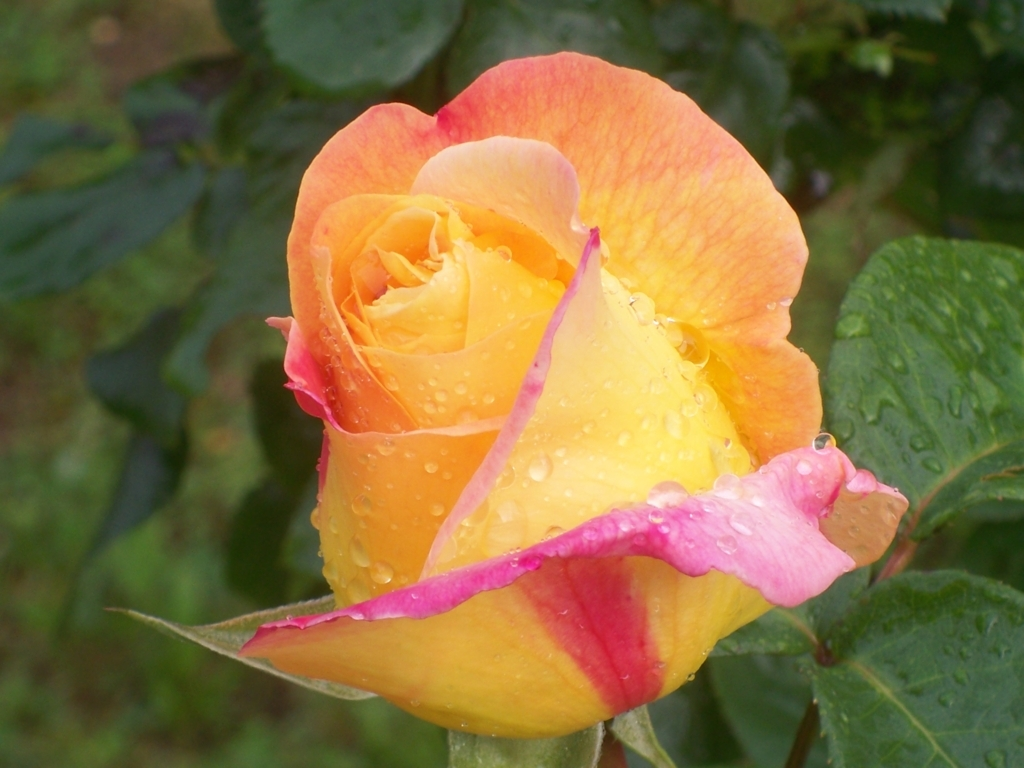
ورد الشاي

ورد الشاي هو اسم مجموعة من ورود الحديقة القديمة. نشأ هذا النوع من الورد من الصين. تم إنشاؤه من مزيج من الورد الصيني والورد العملاق (Rosa gigantea × Rosa chinensis). وكما يوحي اسمه، فإن رائحته تشبه رائحة الشاي. وموسم التزهير في أغلب أنواعه هو أربعة فصول.

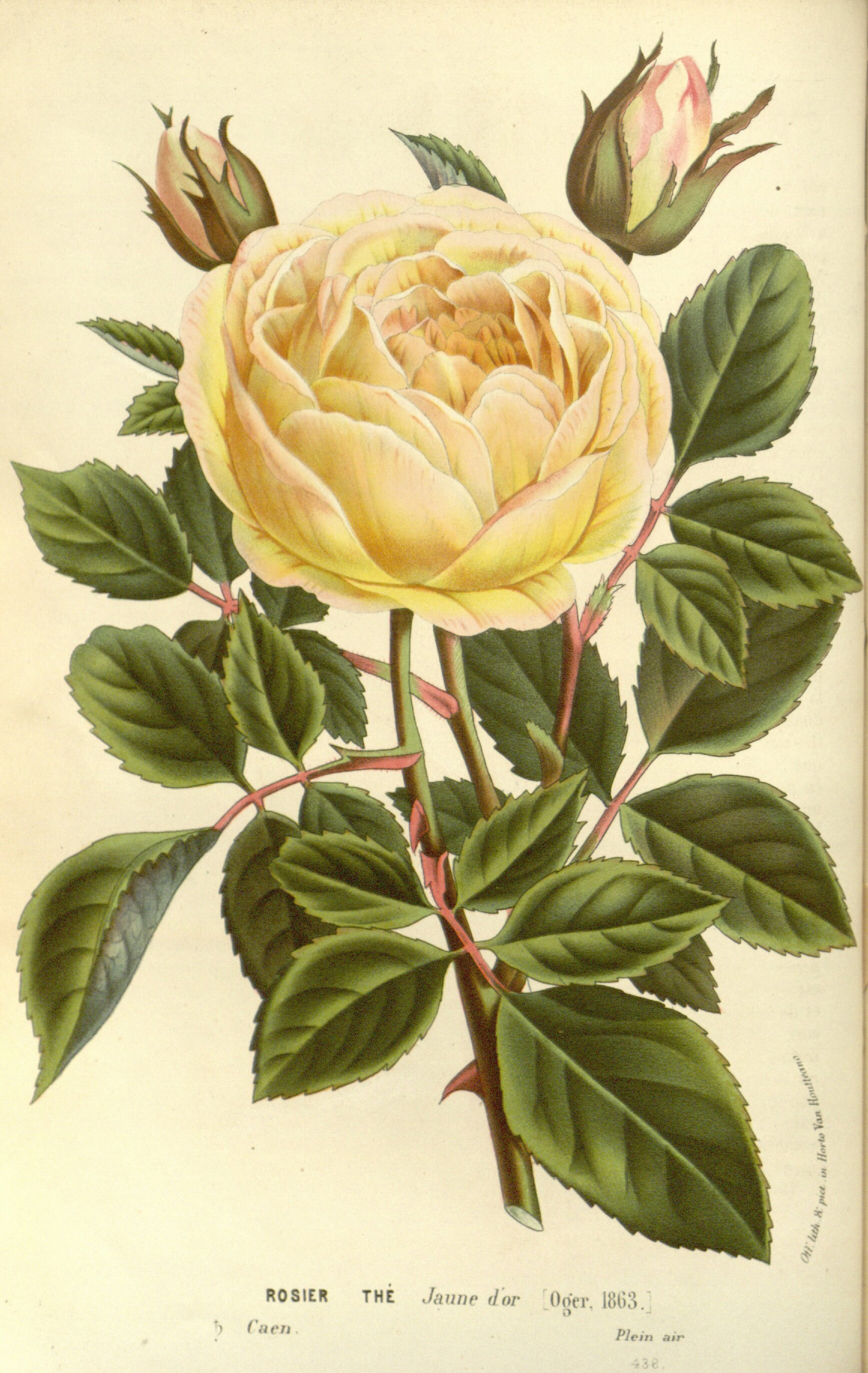
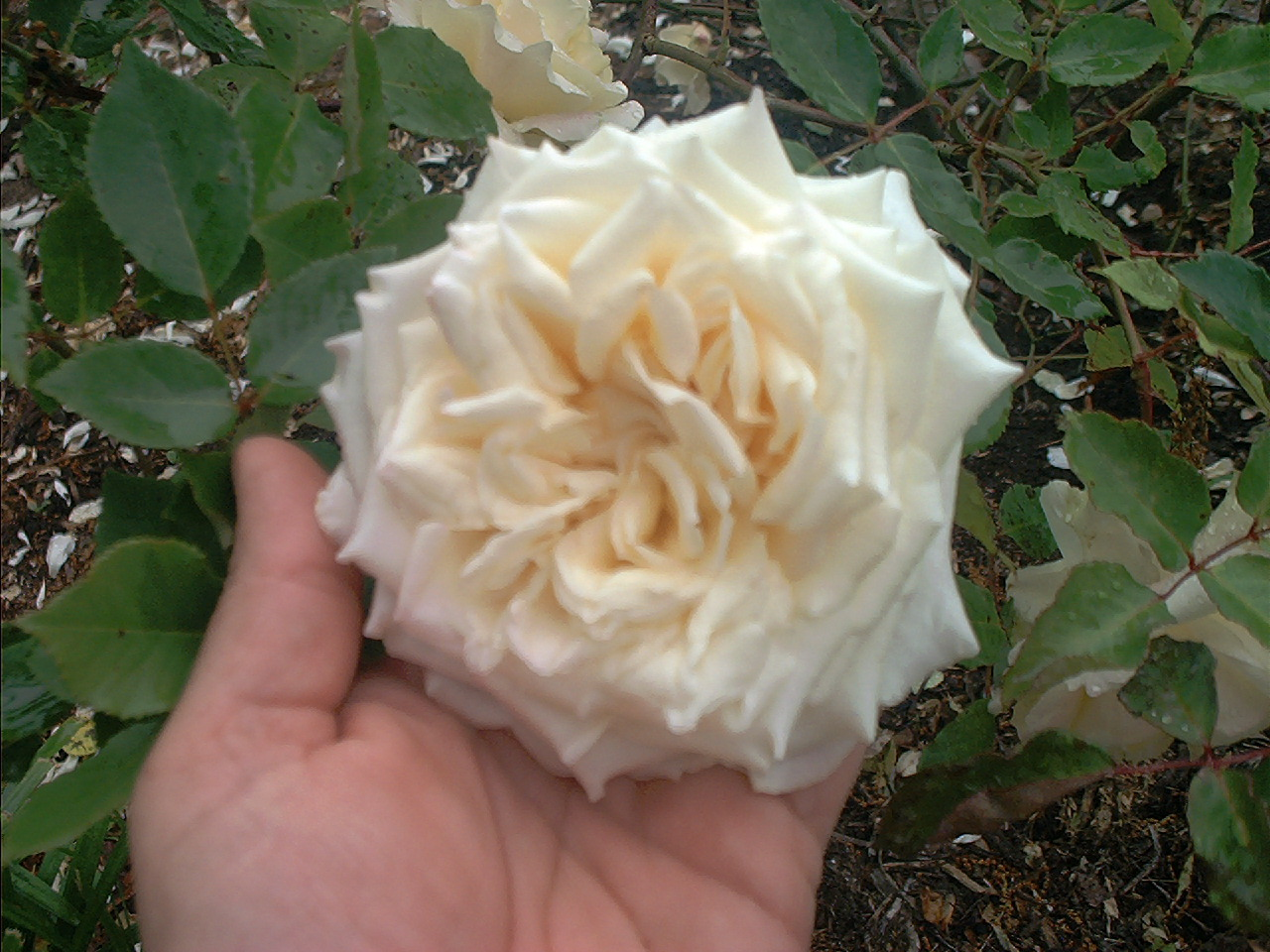
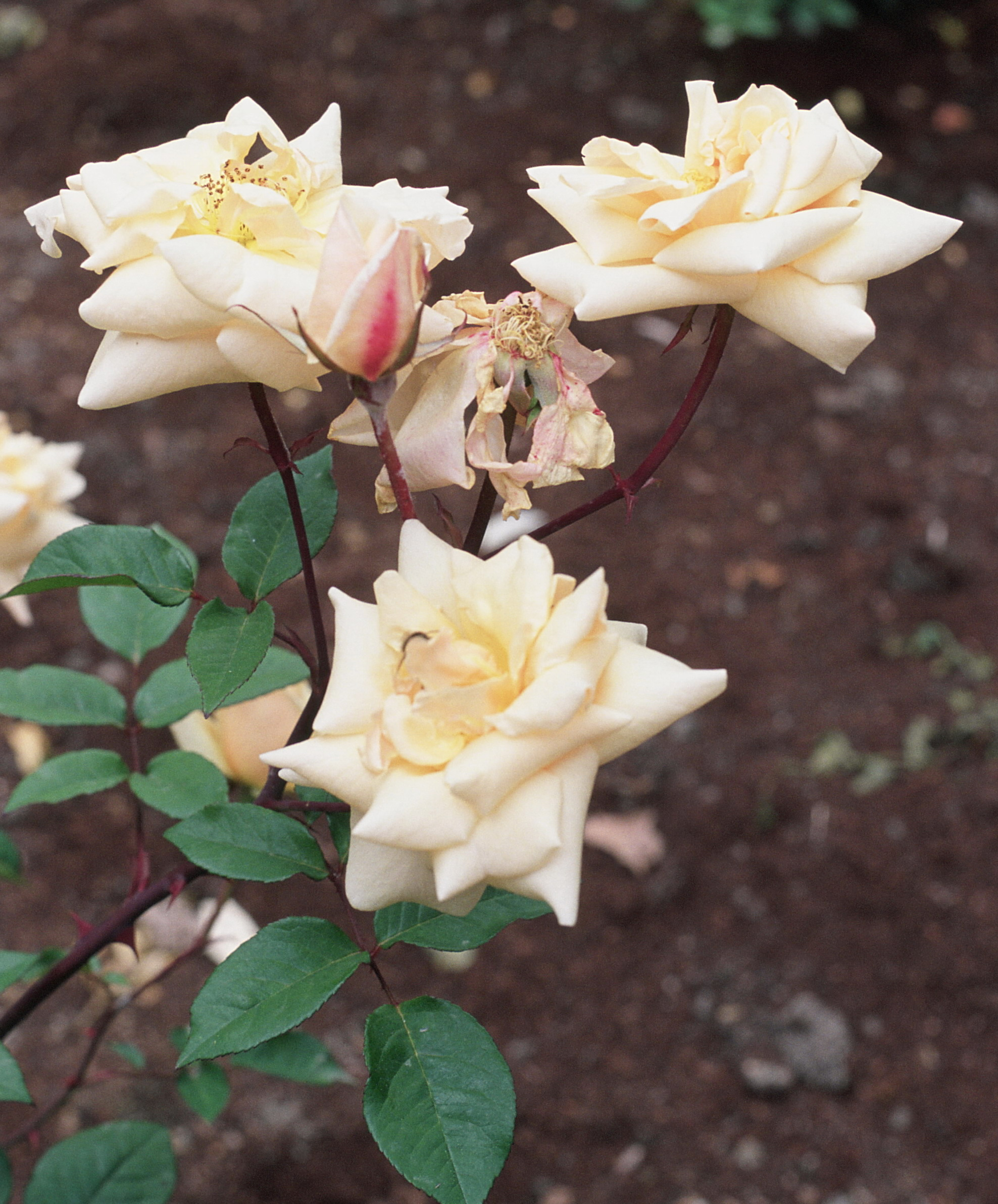